# Cephalaeschna shaowuensis
Cephalaeschna shaowuensis är en trollsländeart som beskrevs av Xu 2006. Cephalaeschna shaowuensis ingår i släktet Cephalaeschna och familjen mosaiktrollsländor. Inga underarter finns listade i Catalogue of Life.